# متروی آدانا
متروی آدانا (ترکی استانبولی: Adana metrosu) سیستم قطار شهری در آدانا، ترکیه است.
این مترو که در سال ۲۰۰۹ تأسیس شده دارای ۱ خط، ۱۳ ایستگاه و ۱۳٫۵ کیلومتر طول می‌باشد.

## نقشه

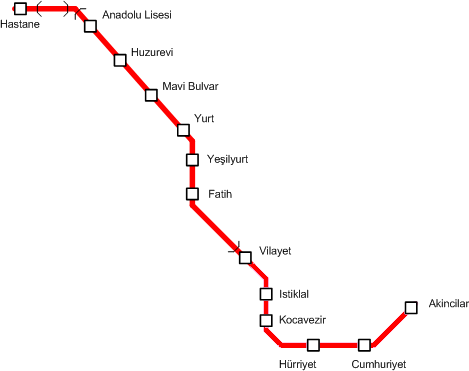
System map of Adana Metro.

## نگارخانه

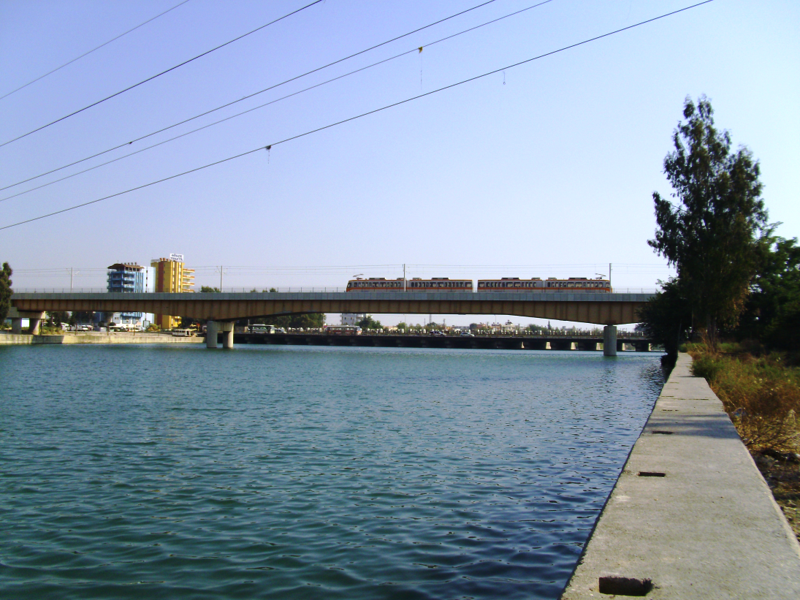
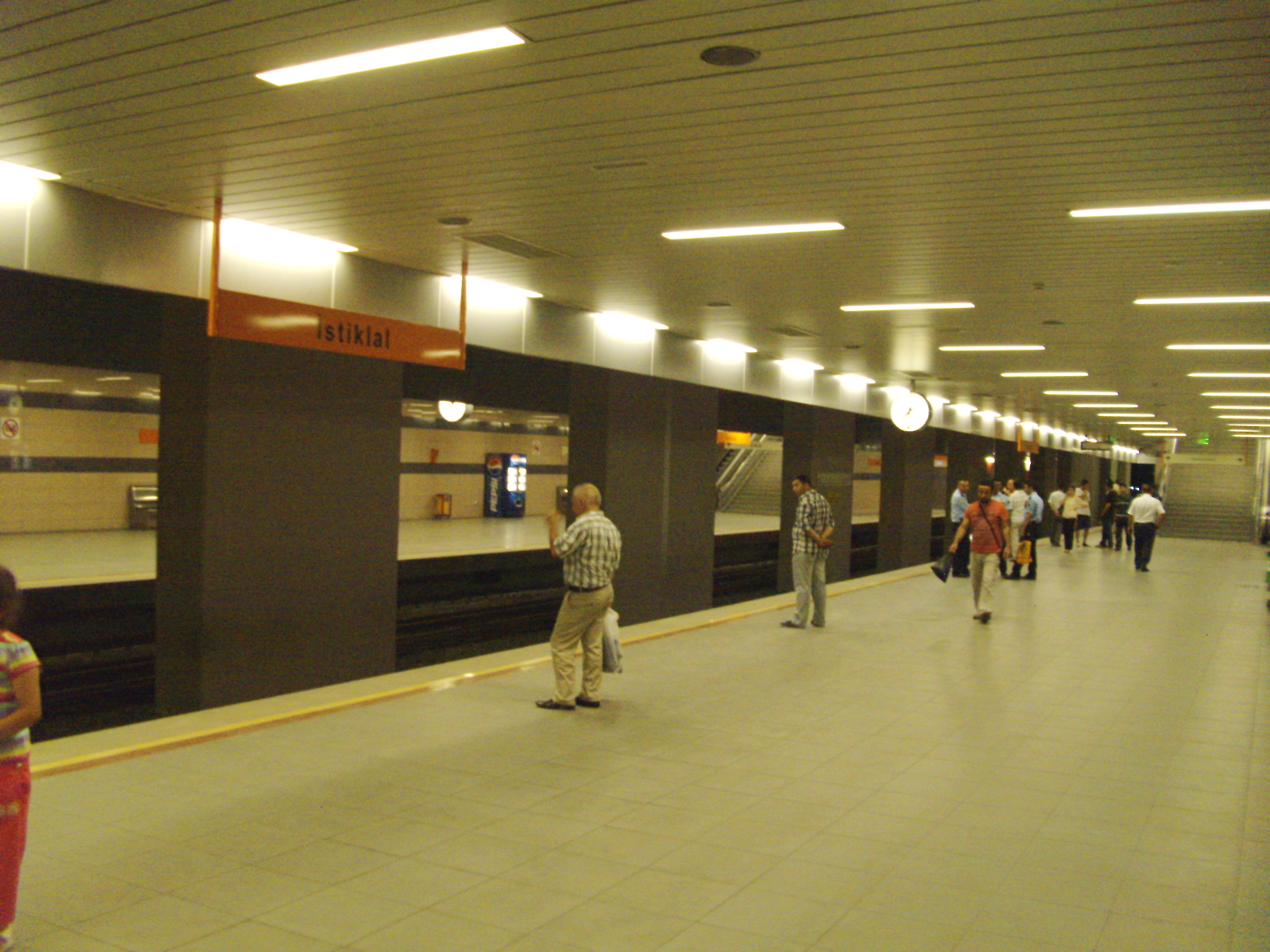